# Liste der Naturdenkmale in Frankenthal (Sachsen)
Die Liste der Naturdenkmale der Gemeinde Frankenthal enthält sämtliche Naturdenkmale der sächsischen Gemeinde Frankenthal, die bis 1998 erfasst wurden.

## Definition
„Naturdenkmäler sind rechtsverbindlich festgesetzte Einzelschöpfungen der Natur oder entsprechende Flächen bis zu fünf Hektar, deren besonderer Schutz erforderlich ist
1. aus wissenschaftlichen, naturgeschichtlichen oder landeskundlichen Gründen oder
2. wegen ihrer Seltenheit, Eigenart oder Schönheit.“

## Liste
Link zu einem Kartenansichtstool, um Koordinaten zu setzen.
| Bild                          | Bezeichnung                          | Lage                                                                                            | Beschreibung | Datum | Nummer |
| ----------------------------- | ------------------------------------ | ----------------------------------------------------------------------------------------------- | ------------ | ----- | ------ |
| mehr Fotos \| Fotos hochladen | Gehölz östlich der Pfarrlinde        | Frankenthal (51° 8′ 25,9″ N, 14° 6′ 48,7″ O)                                                    |              |       | 153    |
| BW                            | Hohbusch                             | Frankenthal an der nordwestlichen Flurgrenze, am Hohberg (51° 8′ 44,3″ N, 14° 4′ 49,5″ O)       |              |       | 191    |
| mehr Fotos \| Fotos hochladen | Popeldammteich/Schwarze Röder (Nord) | Frankenthal, Großharthau, Seeligstadt (51° 7′ 4,6″ N, 14° 5′ 4,7″ O)                            |              |       | 210    |
| mehr Fotos \| Fotos hochladen | Winterlinde (Pfarrlinde)             | Frankental westl. Pfarrberg, nördl. Frankenthal, an der Straße (51° 8′ 20,4″ N, 14° 6′ 44,6″ O) |              |       | 249    |

## Nachweise
1. ↑  Auszug aus der „Liste der (Flächen-)Naturdenkmale (FND, ND) im Landkreis Bautzen“, Stand 31. Dezember 1998

- Karte mit allen Koordinaten:
- OSM |
- WikiMap